# Науменко, Олег Павлович
Олег Павлович Науменко (20 апреля 1934, Белополье, Сумская область — 19 ноября 2004, Киев) — украинский советский партийный деятель, 2-й секретарь Киевского городского комитета КПУ, 1-й секретарь Московского районного комитета КПУ города Киева.

## Биография
В 1957 году окончил Харьковский политехнический институт.
Трудовую деятельность начал в 1957 году инженером-механиком цеха Киевского завода «Красный резинщик».
Член КПСС с 1960 года.
Работал главным механиком завода, секретарем партийного комитета завода «Красный резинщик» (1962—1963).
В феврале 1966 — январе 1971 года — председатель Ревизионной комиссии Киевского городского комитета КПУ.
В 1969—1970 годах — председатель исполнительного комитета Московского районного совета депутатов трудящихся города Киева.
В 1970 — мае 1973 года — 1-й секретарь Московского районного комитета КПУ города Киева.
В мае 1973 — 12 мая 1975 — 2-й секретарь Киевского городского комитета КПУ.
В 1975—1991 годах — в аппарате ЦК КПУ: инспектор ЦК КПУ. В 1977 году окончил Высшую партийную школу при ЦК КПУ в Киеве.
В 1991—1994 годах — исполнительный директор Союза малых предприятий Украины. В 1997—2004 годах — вице-президент Союза малых предприятий Украины.
Потом — на пенсии в городе Киеве.
Скончался 19 ноября 2004 года. Похоронен на Байковом кладбище Киева.

## Награды
- орден Трудового Красного Знамени (1971)
- орден «Знак Почета» (1977)
- медали